# 클라우스 토프묄러
클라우스 토프묄러(Klaus Toppmöller, 1951년 8월 12일, 라인란트팔츠주 리베니히 ~)는 은퇴한 독일의 축구 선수이자 감독으로 2006년부터 2008년 4월 1일까지 조지아 축구 국가대표팀 감독을 맡았었다.
그는 서독 국가대표팀 일원으로 3경기 출전하여 1골을 넣었다.

## 감독 경력
토프묄러는 1987년 여름부터 1988년 4월 18일까지 잘름로어의 감독을 맡았었는데, 그는 이후 1989년 2월까지 울름 1846의 감독을 맡았었다. 해임된 후, 토프묄러는 DDR-오버리가에 속한 에르체게비르게 아우에의 감독직을 1990년 11월 28일부터 1991년 6월 30일까지 맡았었다. 그는 이후 서부로 돌아와 1991년 9월 19일부터 1993년 6월 30일까지 발트호프 만하임의 감독을 맡았다.
성공을 거둔 토프묄러는 아인트라흐트 프랑크푸르트의 감독을 맡게 되었고, 성공적인 초반을 보냈다. 그러나, 선수관계 악화와 리그 우승 실패로 인해, 그는 1994년 4월 10일에 해임되었다. 1994년 11월 9일, 토프묄러는 보훔에 합류하였고, 이곳에서 그는 1997-98 시즌의 UEFA컵에서 16강 진출에 성공하였다. 1999년 6월 30일, 토프묄러는 보훔 감독직을 사임하였고, 이후 자르브뤼켄의 감독을 맡다가 2000년 11월 29일에 해임되었다.
2001년 7월 1일을 기점으로, 토프묄러는 레버쿠젠의 감독을 맡게 되었고, 그는 첫 시즌에 팀을 UEFA 챔피언스리그 결승전에 진출시켰고, 분데스리가와 DFB-포칼에서 준우승을 거두었다. 토프묄러는 독일 스포츠 언론들에 의해 2002년 "올해의 감독"으로 선정되었다. 그러나, 레버쿠젠은 다음 시즌에 끔찍한 성적을 거두었고, 리그에서의 부진으로 인해 팀은 강등 위기에 처하게 되었으며, 토프묄러는 2003년 2월 16일에 경질되었다.
2003년 10월 23일, 토프묄러는 함부르크의 감독이 되었다. 그러나, 팀이 리그 최하위로 추락하고, 토프묄러 감독은 이상한 전술과 포메이션 파괴를 행하였고 (예를 들어 미드필더였던 세르게이 바르바레즈를 수비에 배치하였다.) 그는 2004년 10월 17일에 해임되었다.
2006년 2월 1일, 토프묄러는 랄프 밍에 수석 코치와 함께 조지아 감독직을 맡기 시작하였다. 그의 임기는 2008년 4월 1일에 종료되었다.

## 감독 경력 통계
2008년 3월 26일 기준
| 팀                        | 취임             | 해임             | 기록 | 기록 | 기록 | 기록 | 기록  |
| 팀                        | 취임             | 해임             | 전   | 승   | 무   | 패   | 승률  |
| ------------------------- | ---------------- | ---------------- | ---- | ---- | ---- | ---- | ----- |
| 잘름로어                  | 1987년 4월 1일   | 1988년 4월 18일  |      |      |      |      |       |
| 울름 1846                 | 1988년 4월 19일  | 1989년 2월 28일  |      |      |      |      |       |
| 에르츠게비르게 아우에     | 1990년 11월 28일 | 1991년 6월 30일  |      |      |      |      |       |
| 발트호프 만하임           | 1991년 9월 19일  | 1993년 6월 30일  |      |      |      |      |       |
| 아인트라흐트 프랑크푸르트 | 1993년 7월 1일   | 1994년 4월 10일  | 44   | 23   | 7    | 14   | 52.27 |
| 보훔                      | 1994년 11월 9일  | 1999년 6월 30일  | 175  | 67   | 38   | 70   | 38.29 |
| 자르브뤼켄                | 1999년 7월 1일   | 2000년 11월 29일 |      |      |      |      |       |
| 레버쿠젠                  | 2001년 6월 27일  | 2003년 2월 16일  | 95   | 47   | 16   | 32   | 49.47 |
| 함부르크                  | 2003년 10월 23일 | 2004년 10월 17일 | 40   | 16   | 6    | 18   | 40.00 |
| 조지아                    | 2006년 1월 1일   | 2008년 4월 2일   | 25   | 7    | 4    | 14   | 28.00 |
| 합계                      | 합계             | 합계             | 379  | 160  | 71   | 148  | 42.22 |

## 업적

### 선수
카이저슬라우테른
- DFB-포칼 준우승: 1975-76
- 분데스리가 3위: 1978-79, 1979-80

### 감독
레버쿠젠
- UEFA 챔피언스리그 준우승: 2001-02
- 분데스리가 준우승: 2001-02
- DFB-포칼 준우승: 2001-02